# Tamopsis leichhardtiana
Tamopsis leichhardtiana är en spindelart som beskrevs av Baehr 1987. Tamopsis leichhardtiana ingår i släktet Tamopsis och familjen Hersiliidae. Inga underarter finns listade i Catalogue of Life.